# Pabstiella rupicola
Pabstiella rupicola är en orkidéart som beskrevs av L.Kollmann. Pabstiella rupicola ingår i släktet Pabstiella och familjen orkidéer. Inga underarter finns listade i Catalogue of Life.